# Pontianus van Spoleto
De heilige Pontianus van Spoleto (vermoord Spoleto, 169) was een jongeman uit Spoleto die als martelaar voor het christelijk geloof stierf tijdens het bewind van Marcus Aurelius. Hij is de schutspatroon van de Italiaanse stad Spoleto en wordt tevens vereerd als beschermheilige tegen aardbevingen. Pontianus is ook de patroonheilige van het Friese dorp Marssum. Zijn feestdag is 14 januari (in sommige streken 19 januari).
Pontianus werd even buiten de muren van Spoleto begraven. Op zijn graf verrees later een kerk, de San Ponziano, en een klooster. Bisschop Balderik van Utrecht verwierf in 966 van keizer Otto I een arm van Pontianus als relikwie voor de door hem herbouwde Dom van Utrecht. Zijn feestdag werd in het middeleeuwse Utrecht uitbundig gevierd. Na de Reformatie kwamen de Utrechtse relieken via omzwervingen grotendeels in handen van de Oudkatholieke Kerk. 
In 1994 schonk de oudkatholieke aartsbisschop Antonius Jan Glazemaker een deel van de relieken terug aan het aartsbisdom Spoleto-Norcia. De translatie in Spoleto ging gepaard met grote feestelijkheden: Pontianus was 'na duizend jaar ballingschap' weer thuisgekomen. Overigens is een deel van de relieken in het bezit van de oudkatholieke Sint-Gertrudiskathedraal in Utrecht gebleven voor eigen devotioneel gebruik.